# Hassan Arianfard
Hassan Arianfard (em persa: حسن آریانفرد, nascido em 18 de outubro de 1948), também conhecido como Hassan Fard, é um ex-ciclista olímpico iraniano. Representou sua nação em dois eventos nos Jogos Olímpicos de Verão de 1976.